# Stichting Erfgoed Nederlandse Biercultuur
De Stichting Erfgoed Nederlandse Biercultuur (SENB) is een Nederlandse stichting, opgericht in 2017, met als doel de Nederlandse biercultuur te documenteren, behouden en promoten. De stichting beheert de website nederlandsebiercultuur.nl, een database met informatie over de geschiedenis van Nederlandse bierbrouwerijen, hun brouwers, bieren en gerelateerde evenementen.

## Organisatie
Het bestuur van de stichting wordt ondersteund door een vaste groep vrijwilligers met een gedeelde belangstelling voor de Nederlandse biercultuur. De financiering wordt verzorgd door donaties van brouwerijen, bedrijven en particulieren.
Het bestuur bestaat uit vertegenwoordigers van verschillende organisaties en initiatieven die betrokken zijn bij de Nederlandse biercultuur. Zo zijn er bestuursleden afkomstig van Cambrinus.nl, Pinkgron.nl, De Bierverbinding, Bieretiketten.nl, Birdy Publishing, en de brancheverenigingen Nederlandse Brouwers en CRAFT.

## Geschiedenis
De stichting werd opgericht in februari 2017 uit een samenwerking tussen verschillende particuliere initiatieven die zich al bezighielden met het verzamelen van gegevens over de Nederlandse biercultuur. De oprichting werd ingegeven door de sterke groei van het aantal brouwerijen in Nederland, waardoor het voor individuele initiatieven steeds moeilijker werd om alle ontwikkelingen bij te houden.
In mei 2017 ging de online database van de stichting live tijdens de zesde Week van het Nederlandse Bier. In 2020 bevatte de website informatie over meer dan 700 brouwerijen. Een jaar later werd een mijlpaal bereikt: de database bood een overzicht van meer dan een eeuw aan Nederlandse biergeschiedenis, met gegevens over brouwerijen vanaf 1919.
In april 2023 lanceerde de stichting het platform Canon van de Nederlandse biercultuur, waarin de belangrijkste gebeurtenissen en ontwikkelingen binnen de Nederlandse biergeschiedenis worden belicht. Dit platform werd samengesteld door Rudi Bakker, Leendert Alberts, Marco Daane en Kees Volkers. In december 2023 verscheen een gedrukte versie van de canon, uitgegeven door Birdy Publishing, tevens de uitgever van Bier! Magazine.